# Hackney Downs (stacja kolejowa)
Hackney Downs – stacja kolejowa w londyńskiej dzielnicy Hackney, obsługiwana przez brytyjskiego przewoźnika kolejowego National Express East Anglia. Należy do drugiej strefy biletowej. Jest położona blisko stacji Hackney Central obsługiwanej przez przewoźnika North London Line. Posiada połączenia z London Liverpool Street, Chingford, w dzielnicy Waltham Forest, Cheshunt, Enfield oraz Hertford, na północ od Londynu w hrabstwie Hertfordshire.